# FX (Stati Uniti d'America)
FX (sigla di Fox eXtended) è un'emittente televisiva statunitense di proprietà della The Walt Disney Company tramite Disney General Entertainment Content. Fino al 20 marzo 2019 era di proprietà di 21st Century Fox tramite Fox Entertainment Group.
Al 2013 risultava tra i canali via cavo più popolari negli Stati Uniti, ricevibile da circa l'85% delle famiglie statunitensi.
Tra i programmi di maggior successo, spiccano la serie antologica horror American Horror Story, il medical-drama Nip/Tuck, il crime-drama Sons of Anarchy, il thriller Fargo e la sit-com C'è sempre il sole a Philadelphia. 

## Lista di programmi originali
- Son of the Beach (2000-2002)
- The Shield (2002-2008)
- Lucky (2003)
- Nip/Tuck (2003-2010)
- Rescue Me (2004-2011)
- Over There (2005)
- The Missions (2005)
- Starved (2005)
- 30 Days (2005-in corso)
- C'è sempre il sole a Philadelphia (2005-2012) - trasferito su FXX
- Black. White. (2006)
- Thief (2006)
- Dirt (2007-2008)
- Damages (2007-2010) - trasferito su Audience Network
- The Riches (2007-2008)
- Sons of Anarchy (2008-2014)
- Testees (2008)
- The League (2009-2013) - trasferito su FXX
- Archer (st. 1-7) (2010-2016) - trasferito su FXX
- Terriers - Cani sciolti (2010)
- Justified (2010-2015)
- Louie (2010-2015)
- Fuori dal ring (Lights Out) (2011)
- Wilfred (2011-2013) - trasferito su FXX
- American Horror Story (2011-in corso)
- Anger Management (2012-2014)
- Legit (2013) - trasferito su FXX
- The Americans (2013-2018)
- The Bridge (2013-2014)
- Saint George (2014)
- Fargo (2014-in corso)
- Tyrant (2014-2016)
- The Strain (2014-2017)
- Married (2014-2015)
- You're the Worst (2014) - trasferito su FXX
- Partners (2014)
- Man Seeking Woman (2015-2017)
- The Comedians (2015)
- The Bastard Executioner (2015)
- Sex&Drugs&Rock&Roll (2015–2016)
- Scream Queens (2015-2016)
- American Crime Story (2015-in corso)
- Baskets (2016-in corso)
- Atlanta (2016-2022)
- Better Things (2016-2022)
- Legion (2017-2019)
- Snowfall (2017-in corso)
- Feud (2017-in corso)
- Trust – serie TV, 10 episodi (2018)
- Pose (2018-2021)
- What We Do in the Shadows (2019-in corso)
- Fosse/Verdon – miniserie TV, 8 puntate (2019)
- A Christmas Carol – miniserie TV, 3 puntate (2019) – con BBC
- Mrs. America – miniserie TV, 9 puntate (2020)
- Narciso nero – miniserie TV, 3 puntate (2020) – con BBC
- Reservation Dogs (2021-in corso)
- Y - L'ultimo uomo (2021)
- The Premise - Questioni morali (2021-in corso)
- In nome del cielo (2022)
- Pistol – miniserie TV, 6 puntate (2022)
- The Bear (2022-in corso)
- Welcome to Wrexham (2022-in corso)
- Little Demon – serie TV, 10 episodi (2022–in corso)
- The Patient – miniserie TV (2022)
- Full Monty - La serie (The Full Monty) – miniserie TV (2022–in corso)
- Shōgun – miniserie TV (2024)

## Loghi

Logo di FX utilizzato dal 1994 al 1997
Logo di FX utilizzato dal 1997 al 2007
Logo di FX utilizzato dal 2007 al 2013
Logo di FX utilizzato dal 2013